# Jamuniya (Nawalparasi)
Pour les articles homonymes, voir Jamuniya.
Jamuniya (en népalais : जमुनिया) est un comité de développement villageois du Népal situé dans le district de Nawalparasi. Au recensement de 2011, il comptait 9 225 habitants.